# Burim-dong, Anyang
Burim-dong (koreanska: 부림동) är en stadsdel i staden Anyang i provinsen Gyeonggi,  i den nordvästra delen av Sydkorea,  19 km söder om huvudstaden Seoul. Den ligger i stadsdistriktet Dongan-gu.